# Franz Fischer (kemiker)
 For alternative betydninger, se Franz Fischer. (Se også artikler, som begynder med Franz Fischer)
Franz Joseph Emil Fischer (født 19. marts 1877 i Freiburg im Breisgau, død 1. december 1947 i München) var en tysk kemiker. Sammen med Hans Tropsch opdagede han Fischer-Tropsch-processen. Sammen med Hans Schrader udviklede han Fischer Assayen, som er en standardiseret laboratorietest til at bestemme udbyttet af olieskifer, der kan forventes fra traditionel olieskiferekstraktion. Franz Fischer var far til Arthur og Siegfried Fischer. Fischer arbejdede også sammen med Wilhelm Ostwald og Emil Fischer. I 1913 blev han direktør for Kaiser-Wilhelm-Gesellschaft for kulforskning i Mülheim.